# Ruben Liljefors
Ruben Mathias Liljefors, född 30 september 1871 i Uppsala, död 4 mars 1936 i Uppsala, var en svensk tonsättare och dirigent.

## Biografi
Liljefors avlade en filosofie kandidatexamen vid Uppsala universitet 1895, och studerade musik för Ivar Hedenblad. Under åren 1895–1899 utbildade sig Ruben Liljefors vid musikkonservatoriet i Leipzig. År 1900 avlade han organistexamen vid Musikkonservatoriet i Stockholm och 1907 kyrkosångarexamen. Han studerade vidare 1909–1911 i Dresden, för bland andra Max Reger.
Liljefors var dirigent för Uppsala studentkårs allmänna sångförening vårterminen 1902, och 1902–1911 var han dirigent för Göta Par Bricoles sångkör i Göteborg samt kormästare för Göteborgs filharmoniska sällskap, samt 1903–1909 för Göteborgs studentkårs sångkör. Han var musiklärare vid Gävle högre allmänna läroverk 1912–1931 och kapellmästare för Gävleborgs läns orkesterförening (nuvarande Gävle symfoniorkester). 
Liljefors komponerade bland annat en sonat för violin och piano i e-moll, en symfoni i Ess-dur, Kantat vid Göteborgs högskolas invigning 1907 samt Kantat vid Linnéfesten i Uppsala 1907. Bland Liljefors kompositioner märks i övrigt orkestermusik, en pianokonsert, pianostycken och musik för manskör och blandad kör. Eugène Fahlstedt skrev att hans tonsättningar "ega ett visst själfständigt och distingeradt kynne". En av hans mest kända kompositioner är julsången När det lider mot jul ("Det strålar en stjärna").
Liljefors var bror till konstnären Bruno Liljefors, far till botanikern Alf W. Liljefors och tonsättaren Ingemar Liljefors samt farfar till violinisten och dirigenten Mats Liljefors.

## Utmärkelser
- 1908 – Ledamot (nr. 522) av Kungliga Musikaliska Akademien
- 1927 – Litteris et Artibus